# Metropolitan (1935)
Metropolitan ist ein US-amerikanisches Musicaldrama aus dem Jahr 1935 von Richard Boleslawski mit Lawrence Tibbett und Virginia Bruce in den Hauptrollen.

## Handlung
Als sie außerhalb von New York erfolglos versucht, ihr liegengebliebenes Auto zu reparieren, schaltet Anne Merrill das Autoradio von einem Cowboy-Song auf eine Oper um und beginnt mitzusingen. Thomas Renwick, der in der Nähe angelt, singt mit und bietet ihr an, mit dem Auto zu helfen. Nachdem er verrät, dass er an der Metropolitan Opera singt, steigt er in seinen Bus, hat aber immer noch Annes Schraubenschlüssel bei sich. Anne entdeckt, dass er seine Angelbox mit einem kleinen Fisch darin zurückgelassen hat. 
Während sie sich eine Aufführung an der Met ansieht, erspäht Anne Thomas durch ihr Fernglas, der von dem Chor fast verdeckt wird. Sie lehnt die Vorschläge ihres Begleiters Niki Baroni ab, eine Gesangskarriere zu starten. Niki erkennt Annes Interesse an Thomas, seinem Freund, und verspricht ihr, sie zu einem Treffen mitzunehmen. Nach der Aufführung beschimpft die temperamentvolle Diva Ghita Galin den Opernregisseur Moselli, weil er sie nicht für die Hauptrolle ausgewählt hat, und droht mit der Gründung einer eigenen Operngesellschaft. Thomas soll den König Amonasro in Aida spielen, weil der Darsteller krankheitsbedingt ausfällt, jedoch setzt Moselli einen bekannten Sänger ein, da Thomas weder Namen noch Ruf hat. Da er das Gefühl hat, dass er sich beweisen muss, verlässt er die Met.
Am Abend bringt Niki Anne zu Thomas nach Hause. Mitten in ihrem Gespräch ruft Ghita an, die in Neapel in Thomas verliebt war, und sagt, dass sie ihn als künstlerischen Leiter ihrer neuen Oper haben möchte. Er überredet sie, Perontelli als ihren Dirigenten zu engagieren, einen ehemaligen Dirigenten der Mailänder Scala, dessen Karriere nach seinem Rücktritt bergab ging, weil er die Beherrschung verlor und Alkoholiker wurde. In Philadelphia, wo Ghita ein Theater zum Probetraining gemietet hat, ist Perontelli verärgert, weil sie zu spät zu den Proben kommt. Thomas ist empfindlich wegen Gerüchten, die ihn romantisch mit Ghita in Verbindung bringen, die versucht hat, ihn zu verführen. Nach einer Auseinandersetzung mit Ghita wird Perontelli von Manager Ugo Pizzi überredet, nicht aufzuhören. Er erinnert ihn daran, wie viel die Leistung für Thomas Karriere bedeutet. Als Ghita jedoch aus einer Laune heraus beschließt, von Barbier von Sevilla zu Carmen zu wechseln, verlässt der Dirigent das Projekt in einem Taxi. Thomas und Anne, die in der Show eine Sängerin ist, verfolgen ihn, doch als sie auf dem Land sind, stellen sie fest, dass sie dem falschen Taxi gefolgt sind. Nachdem sie von ein paar Kindern zum Tee angelockt werden, gesteht Thomas, dass er Anne liebt, die sagt, sie sei sehr glücklich. In diesem Moment hält Perontellis Taxi und Thomas schafft es, ihn zur Rückkehr zu überreden. Als Ghita Anne eine wunderschöne Arie singen hört, unterbricht sie sie und verlangt eifersüchtig, dass entweder Anne oder sie gehen sollen. Thomas sagt Anne, dass er gehen wird, doch sie überredet ihn zu bleiben.
Als Ghitas Stimme mitten in einer Arie bricht, gibt sie Perontelli die Schuld und erklärt, dass es keine Aufführungen mehr geben wird. Thomas spricht mit den Gläubigern und hat bis sechs Uhr abends Zeit, 11.000 Dollar aufzubringen. Als die Dinge hoffnungslos aussehen, erfährt Anne von der Situation. Als sie Thomas einen Scheck über den Betrag ausstellt, verrät sie, dass sie in Wirklichkeit Anne Merrill Beaconhill aus einer wohlhabenden Bostoner Familie ist, dass sie es aber als Sängerin auf eigene Faust schaffen wollte. Thomas versammelt die Gruppe und sagt ihnen, dass sie Pagliacci und Cavalleria rusticana aufführen werden, jedoch ist Perontelli nicht aufzufinden. Thomas und Anne, die für die weibliche Hauptrolle probt, planen zu heiraten, wenn die Show gut läuft. Die Proben sind sehr anstrengend für Thomas, der das Gefühl hat, dass sie ein Genie wie Perontelli brauchen, um die Truppe zusammenzubringen. Der Dirigent kehrt endlich zurück und erinnert Thomas am Abend der Premiere daran, dass er nicht scheitern darf. Obwohl Thomas erschöpft ist, singt er großartig. Während der überschwänglichen Ovationen küsst Thomas Anne hinter der Bühne. 

## Hintergrund
Gedreht wurde der Film vom 29. Juli bis zum 7. September 1935 in den United-Artists-Studios in Hollywood.
Der Film war als Produktion von 20th Century Pictures geplant, bevor sie mit der Fox Film Corporation fusionierten. Die erste Produktion der neuen Organisation war zugleich letzte Film, den Darryl F. Zanuck auf dem Grundstück von United Artists produzierte. 
Einer Pressemeldung zufolge war am ersten Drehtag kein Vorgesetzter aufgeführt, da Zanuck den Film selbst betreute. In späteren Produktionstabellen wird William Goetz als Associate Producer aufgeführt. 
Nach dem ersten Drehtag löste Rudolph Maté George Schneiderman als ersten Kameramann ab. Es wurde angegeben, dass der Film über eine halbe Million Dollar gekostet habe (2024 ca. 11,5 Millionen Dollar) und vielleicht das Ende einer großen Opern-Mode sei. Für Lawrence Tibbetts war der Film das Leinwand-Comeback nach dreijähriger Abwesenheit.
Richard Day oblag die künstlerische Leitung. Verantwortliche Toningenieure waren Roger Heman sr. und Paul Neal. Fred Fox arbeitete als Regieassistent.

## Musik
Folgende Songs wurden im Film gespielt:
- On the Road to Mandalay von Oley Speaks nach dem gleichnamigen Gedicht von Rudyard Kipling
- De Glory Road von Jacques Wolfe und Clement Wood

Hinzu kamen Stücke aus den Opern Faust von Charles Gounod, La sonnambula von Vincenzo Bellini, Carmen von Georges Bizet, Cavalleria rusticana von Pietro Mascagni und Pagliacci von Ruggero Leoncavallo.

## Veröffentlichung
Die Premiere des Films fand am 17. Oktober 1935 in New York statt. Im Deutschen Reich kam er am 6. Februar 1936 in die Kinos.

## Kritiken
Andre Sennwald von der The New York Times schrieb, der Film beweise, dass auch ein Musicalfilm zu früh enden könne. Hervorragend mitreißend in der Auswahl und Ausführung der Musiknummern, sei er auch eine fröhliche und temperamentvolle Satire auf die gesellschaftliche Exklusivität des Opernmanagements. Tibbetts ausgezeichneter Bariton schenke dem Kino nicht nur sein bedeutendes musikalisches Talent, sondern bringe auch seine kraftvolle Persönlichkeit und seine einnehmende schauspielerische Begabung zum Ausdruck.
Im Motion Picture Herald notierte Gus McCarthy, es bestehe kaum ein Zweifel daran, dass die Intelligenz, die den Wert fein dargebotener Klassenmusik verstehe und schätze, enthusiastisch reagieren werde.
Meyer Levin schrieb unter seinem Pseudonym Patterson Murphy im Magazin Esquire, Lawrence Tibbett sei einer der Sänger, die man besser nur höre als zu sehen.